# دارين موراي
دارين موراي (بالإنجليزية: Darren Murray)‏ (25 يناير 1974 بأولدهام في المملكة المتحدة - ) هو لاعب كرة قدم بريطاني في مركز الدفاع. لعب مع نادي رينجرز ونادي كلايد ونادي كاودينبيث لكرة القدم.

## وصلات خارجية
- دارين موراي على موقع قاعدة بيانات كرة القدم.إي يو (الإنجليزية)
- دارين موراي على موقع Soccerbase.com (لاعب) (الإنجليزية)